# Ненад Пећинар
Ненад Пећинар (Рума, 1970) српски je позоришни и филмски глумац. Вишеструко је награђиван за свој рад. Осим глумачког позива у ужем смислу, бави се и педагошким радом са децом и младима на пољу глуме. Првак је Драме Српског народног позоришта.

## Биографија
Ненад Пећинар је рођен у Руми, где се школовао и живео до 1989. године, када долази у Нови Сад на студије електротехнике на ФТН-у. Након два семестра, одлучује да се опроба на глуми на Академији уметности у Новом Саду и на тај начин позитивно одговори свом унутрашњем позиву којег је свестан од најранијих дана. Пошто бива примљен, глуму завршава у класи професора Петра Банићевића.
Након школовања, његов први професионални ангажман  од стране Народног позоришта Сомбор започиње 1995. и њихов члан ансамбла остаје до 2007. године. У оквиру овог периода је више пута награђиван за одлично одигране улоге од стране матичне куће и на фестивалима.
Из приватних разлога прелази 2007. године у Нови Сад, где постаје Првак Драме Српског народног позоришта. У овој кући је остварио веома плодну каријеру играјући велики број различитих ликова и одржавајући веома висок ниво својих глумачких остварења.
Ненад Пећинар се као глумац остварио и на телевизији и на филму, у домаћим и страним продукцијама.
Пропратна ангажовања у оквиру глумачке професије тичу се и педагошког рада са децом и младима. Заједно са Северином Простран Милетић ради на пројектима Дечијег културног центра Нови Сад.

## Улоге у Српском народном позоришту
- Андреј / Сигурна кућа Марије Стојановић, режија Жанко Томић, 2004;

- Борис / Претерано наследство Владимира Паскаљевића, режија Филип Марковиновић, 2005;

- Оливо / Повратак Казанове Артура Шницлера у режији Ане Томовић, 2007;
- Венецијанац / Скочиђевојка Маје Пелевић у режији Кокана Младеновића, 2007;
- Тартиф / Тартиф Молијера у режији Душана Петровића, 2008.
- Годо / Годо на усијаном лименом крову Бранко Димитријевића у режији Николе Завишића, 2008;
- Провокатор / Полиција или чему све ово Славомира Мрожека у режији Петра Јовановића, 2008.
- Љутко, Ловац / Брод за лутке Милене Марковић у режији Ане Томовић, 2008.
- Јаша Томић / Је ли било кнежеве вечере Виде Огњеновић, 2008.
- Муж / Painkillers Неде Радуловић у режији Иве Милошевић, 2008.
- Улоге / Насртаји на њен живот Мартина Кримпа у режији Анђелке Николић, 2009;
- Апемант / Тимон Атињанин Вилијама Шекспира у режији Горчина Стојановића, 2010;
- Обољањинов, Павел Фјодорович / Зојкин стан Михаила Афанасјевича Булгкова у режији Дејана Мијача, 2011;
- Ђурђе Исакович / Сеобе Милоша Црњанског у режији Виде Огњеновић, 2011;
- Алфред / Приче из Бечке шуме Едена фон Хорвата у режији Иве Милошевић, 2012;
- Јова Недић / Ђакон Ане Ђорђевић у режији ауторке, 2013;
- Баг / Здрав(о) Живот(е)! / High Life Лија Мекдугала у режији Николе Завишића, 2013:
- Никита / Шекспир у Кремљу Иве Штивичића у режији Ленке Удовички, август 2013, Мали Брион, Тврђава Минор; октобар 2013, СНП;
- Орсино, Кнез и боем / Богојављенска ноћ Вилијама Шекспира у режији Егона Савина, 2013;
- Алцест / Мизантроп Ж. Б. П. Молијера у режији Иве Милошевић, 2014;
- Мара / Дух који хода (Прометејев пут) Дејана Дуковског у режији Александра Поповског, 2015;
- Николућо / Декамерон према мотивима Ђованија Бокача написала Ана Ђорђевић, у режији Ане Томовић, 2015;
- Час анатомије, ауторски пројекат Андраша Урбана по мотивима дела Данила Киша, режија Андраш Урбан, 2017;
- Мортинбрас, Полоније, Хамлет, Стражар II / Фортинбрас се напио, Ј. Гловацки, режија Н. Завишић, 2017;
- Мелентије / Аника и њена времена, инспирисано приповеткама И. Андрића, А. Ђорђевић, режија: А. Ђорђевић, 2017;
- Месец / Крваве свадбе, Фредерико Гарсија Лорка, режија Игор Вук Торбица, 2018;
- Диселдорф / Доплер, Ерленд Лу, режија Александар Поповски, 2018;
- Денфорт – Судија / Вештице из Салема, Артур Милер, режија и адаптација Никита Миливојевић, 2018. и
- Kреонт / Антигона 1918, Маја Тодоровић, режија Милан Нешковић, 2019.

- „Мизантроп“ Молијерова комедија из 17. века; концепт и режија Ива Милошевић; Драма Српског народног позоришта, Нови Сад, 2014/15;

## Остале улоге
- Кристофер Ман / Виловњак од Западних страна Џона Милингтона у режији Милана Караџића, 1996;„Сеобе" Милоша Црњанског у режији Виде Огњеновић; Драма СНП-а, Нови Сад, 2011/12; Ненад Пећинар, Југослав Крајнов, Сања Ристић Крајнов.
- Дипре / Мара-Сад Петера Вајса у режији Радослава Миленковића, 1997;
- Жбир / Путовање за Нант Еугена III Кочиша у режији Љубослава Мајере, 1997;
- Ђока Проминцла / Сумњиво лице Бранислава Нушића у режији Јагоша Марковића, 1998;
- Гроф Трифић – Зла жена Ј. С. Поповића у режији Љубослава Мајере, 1998;
- Бошко / Ружење народа у два дела Слободана Селенића у режији Кокана Младеновића, 1999;
- Хамлет / монодрама Корак по мотивима Вилијама Шекспира у режији Душана Јовића, 2001;
- Витез Ендру Језолики / Богојављенска ноћ Вилијама Шекспира у режији Зорана Ратковића, 2001;
- Мелхиор Габор / Буђење пролећа Франка Ведекинда у режији Горчина Стојановића, 2001;
- Стефан Урош II Милутин, Стефан Драгутин, Монах Симеон / Опсада цркве Светог Спаса Горана Петровића у режији Кокана Младеновића, 2002;
- Полицајац, Георг / Радост убијања Вилфрида Хапела у режији Душана Петровића, 2002;
- Казимир – Казимир и Каролина Едена фон Хорвата у режији Иве Милошевић, 2002;
- „High life - Здрав(о) живот(е)!", комад Ли Мекдугала; режија Никола Завишић;  Драма СНП-а, Нови Сад, 2012/13, Игор Павловић - лево, Ненад Пећинар - доле, Иван Ђурић - десно, Марко Савић- горе.Гвозден Миладиновић / Челик аутора и редитеља Радоја Чупића, 2003
- Младић / Разваљивање Нила Лебјута у режији Иве Милошевић, 2004;
- Вукашин / Недозвани Момчила Настасијевића у режији Јована Ћирилова, 2004;
- Коровјев, Афраније / Мајстор и Маргарита Михаила Булгакова у режији Кокана Младеновића, 2005;
- Филип Савић / Ноћ лудака у Господској улици у режији Радослава Миленковића, 2005.
- Ђура / Балкански шпијун Душана Ковачевића у режији Кокана Младеновића, 2005;
- Полицијски инспектор / Клопка Роберта Томаса у режији Марка Манојловића, 2005;
- Меанџић / Тесла Милоша Црњанског у режији Никите Миливојевића, 2005.
- Луи, Деј / Будите Лејди на један дан Маје Пелевић у режији Ксеније Крнајски, 2005;
- Диманш / Дон Жуан Молијера у режији Ане Ђорђевић, 2005;
- Алекса / Лажа и паралажа Јована Стерије Поповића у режији Горчина Стојановића, 2006:
- Игњац / Ивона кнегиња бургундска Витолда Гомбровича у режији Јована Грујића, 2006;
- Креонт / Моја домовина – седам снова, из античких драма, у режији Никите Миливојевића, 2006 и
- Дробац / Путујуће позориште Шопаловић Љубомира Симовића у режији Андреја Јуса, 2009.

## Филм и телевизија
- Таксиста – Лисице Ане Родић у режији Горчина Стојановића, 2003;
- Немања, наратор – Мемо Милоша Јовановића, 2004;
- Сељак – Скела Горана Петровића у режији Кокана Младеновића, 2004;
- Мики – Ђавоља варош у режији Владимира Паскаљевића, 2008;
- Поручник Новак – Као рани мраз Ђорђа Балашевића, 2009;
- др Штифанчић – серија Сва та равница Ђорђа Милосављевића у режији Мирослава Лекића, 2009;
- Забављач – Tilva Rosh у режији Николе Лежајића, 2010;
- Kenway – Sword of Vengeance, 2015. и
- Гробар Заре – Зг80, 2016.

## Награде и признања
- „Је ли било кнежеве вечере", написала и режирала Вида Огњеновић; Драма СНП-а, 2008/09; Борис Исаковић, Ненад Пећинар, Предраг Момчиловић.Награда стручног жирија 4. позоришног маратона Народног позоришта Сомбор за најбољег младог глумца за улогу Кристофера Мана у представи „Виловњак од западних страна” 1996. године;
- Глумачка награда „Борини дани“ Врање 1999. године;
- Годишња награда Народног позоришта Сомбор 1999. године на Дан позоришта;
- Најбоља мушка улога на Сусретима војвођанских позоришта за улогу управника Бошка у представи „Ружење народа у два дела“ 2000. године;
- Стеријина награда за улогу управника Бошка у представи „Ружење народа у два дела“ 2000. године;
- Годишња награда Народног позоришта Сомбор на 10. позоришном маратону 2002. године;
- Најбоља мушка улога на Сусретима војвођанских позоришта за улогу Мелхиора Габора у представи „Буђење пролећа“ 2002. године;
- Најбоља мушка улога на Фестивалу војвођанских позоришта за улогу Казимира у представи „Казимир и Каролина“ 2003. године;
- Годишња награда СНП-а за тумачење више улога у сезони 2008/2009;
- Годишња награда СНП-а, 2019.